# Петровско
Петровско је насељено место и седиште општине у Крапинско-загорској жупанији, Хрватска. До територијалне реорганизације у Хрватској налазило се у саставу бивше велике општине Крапина.

## Становништво
На попису становништва 2011. године, општина Петровско је имала 2.656 становника, од чега у самом Петровском 201.

## Попис1991.
На попису становништва 1991. године, насељено место Петровско је имало 257 становника, следећег националног састава:
| Попис 1991.‍  | Попис 1991.‍  | Попис 1991.‍ | Попис 1991.‍ | Попис 1991.‍ |
| ------------ | ------------ | ----------- | ----------- | ----------- |
|              |              |             |             |             |
| Хрвати       | Хрвати       |             | 255         | 99,22%      |
| неопредељени | неопредељени |             | 1           | 0,38%       |
| непознато    | непознато    |             | 1           | 0,38%       |
| укупно: 257  |              |             |             |             |